# Lewis Cass

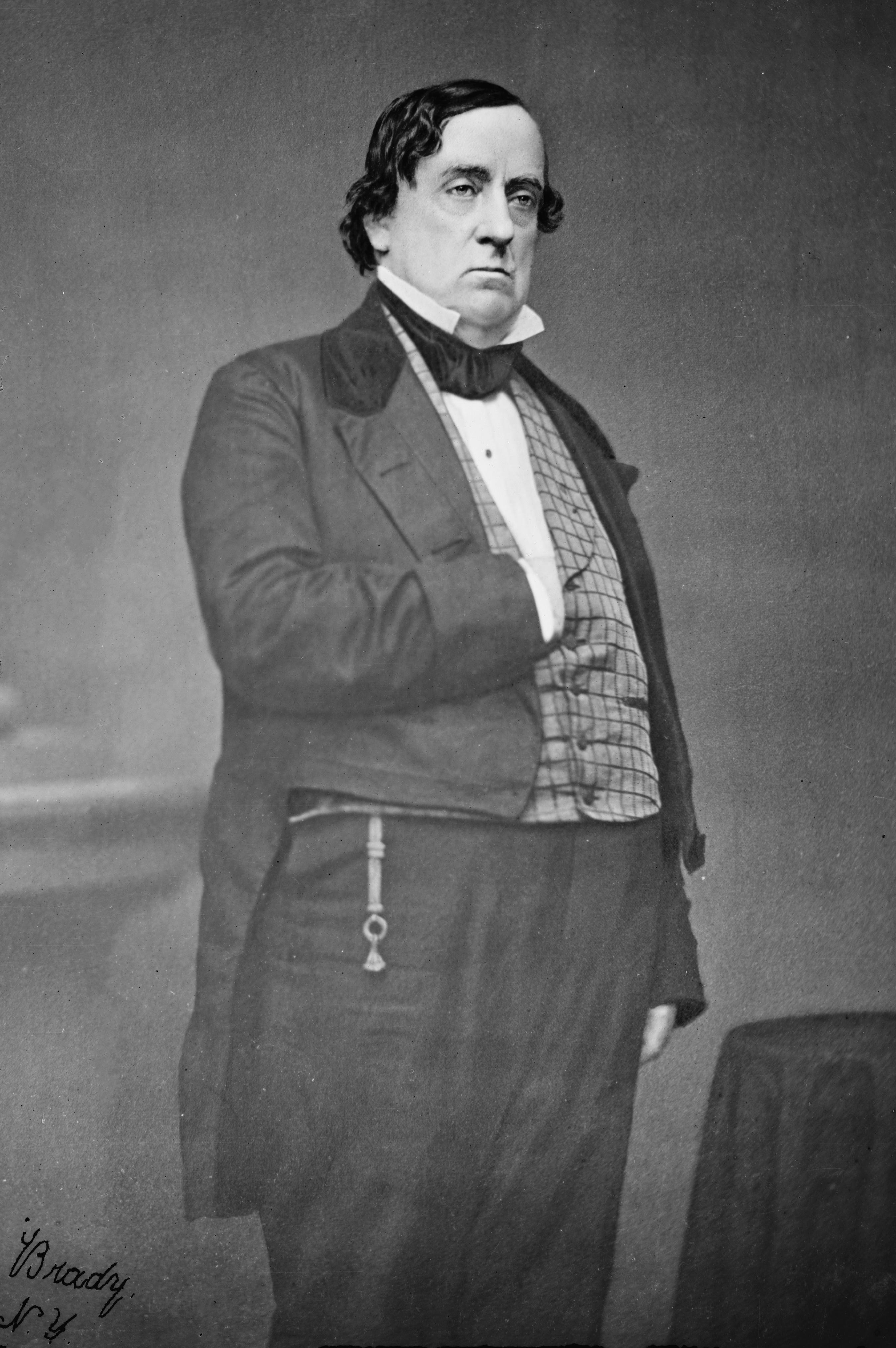
Lewis Cass

Lewis Cass, född 9 oktober 1782 i Exeter, New Hampshire, USA, död 17 juni 1866 i Detroit, Michigan, var en amerikansk politiker och demokratiska partiets presidentkandidat i presidentvalet i USA 1848.
Cass utvandrade 1800 till Ohio, där han blev advokat. Han tog del i striderna vid gränsen mot Kanada under kriget mot England. Han blev därefter guvernör i Michiganterritoriet 1813–1831. Han ledde 1820 en upptäcktsresa där man sökte efter Mississippiflodens källa. Resans resultat var att Cass Lake är källan. Detta stämde dock inte och först 1832 bekräftade Henry Schoolcraft som hade varit med på Cass resa att Mississippi börjar från Itascasjön. Hans talrika strider mot indianerna, som Cass ansåg vara uppviglade av engelsmännen i Kanada, gjorde honom till en glödande fiende till britterna, något som bland annat tog sig uttryck i hans hårda motstånd mot Webster–Ashburtonfördraget, och senare mot alla eftergifter till Storbritannien i Oregonfrågan.
Cass tjänstgjorde som USA:s krigsminister 1831–1836 under president Andrew Jackson. Därefter var han USA:s minister i Frankrike 1836–1842. Han var ledamot av USA:s senat från Michigan (som hade blivit delstat 1837) 1845–1848 och 1849–1857. Han var en anhängare av annekteringen av Texas.
1844 var han aspirant som det demokratiska partiets presidentkandidat, men besegrades oväntat av James K. Polk. Som presidentkandidat förlorade Cass 1848 års presidentval mot whigpartiets Zachary Taylor. Han företrädde doktrinen om folksuveränitet, så att de invånare i varje delstat som har medborgerliga rättigheter får själva bestämma om slaveri tillåts eller förbjuds. Många slaverimotståndare i demokratiska partiet röstade på Free Soil Party i stället för på Cass demokrater.
Han tjänstgjorde som USA:s utrikesminister 1857–1860 under president James Buchanan. Han avgick i december 1860 i protest mot Buchanans oförmåga att hindra utvecklingen mot Sydstaternas hotande utträde ur USA. Han dog i Detroit och hans grav finns på stadens Elmwood Cemetery. Hans staty finns i samlingen National Statuary Hall Collection i Kapitolium.